# Gelbflügel-Raseneule
Die Gelbflügel-Raseneule (Thalpophila matura) oder Gelbflügel-Wieseneule ist ein Nachtfalter aus der Familie der Eulenfalter (Noctuidae).

## Merkmale

### Falter
Die Flügelspannweite der Falter beträgt 38 bis 44 Millimeter. Auf den Vorderflügeln variiert die Färbung von gelbbraun oder graubraun über rötlichbraun bis zu dunkelbraun. Die Querlinien sind weiß begrenzt. Ring- und Nierenmakel heben sich meist undeutlich ab. Charakteristisch ist die Farbe der Hinterflügel, die weißgelb bis strohgelb schimmern, weshalb die Art auch den englischen Namen „Straw underwing“ trägt. Sie zeigen außerdem ein schwarzes Saumband, aber keinen Mittelfleck.

### Raupe
Erwachsene Raupen sind bräunlich bis gelbgrau gefärbt. Der schwarze, unterbrochene Rückenstreifen zeigt eine helle Mittellinie. Auf der Unterseite ist oftmals eine bläulichweiße Bereifung erkennbar.

### Ähnliche Arten
- Thalpophila vitalba hat eine markanter ausgeprägte Zeichnung mit deutlich hervorgehobenen weißen Adern auf den Vorderflügeln sowie blasser gefärbte Hinterflügel. Da sie überwiegend auf der  Iberischen Halbinsel und auf Sizilien vorkommt, gibt es auch kaum geographische Überlappungen mit  matura.
- Olivenebula xanthochloris ist größer, hat hell gefüllte Nierenmakel und undeutliche Querlinien.
- Die Bunte Ligustereule (Polyphaenis sericata) unterscheidet sich durch grünliche Überstäubungen auf den Vorderflügeln sowie die stärker orangegelben Hinterflügel, die auch einen Mittelfleck aufweisen.

## Verbreitung und Lebensraum
Die Art ist von Nordwestafrika durch Süd- und Mitteleuropa verbreitet. Im Norden ist sie in Teilen Schottlands, Schwedens, Norwegens, Finnlands und Estlands anzutreffen. Weiter östlich erstreckt sich das Verbreitungsgebiet von Südrussland und Kleinasien bis zum Kaukasus. Die Gelbflügel-Raseneule bevorzugt trockene Graslandbiotope, Waldränder sowie Parklandschaften. Die sehr flugaktiven Falter können aber auch weit außerhalb des eigentlichen Lebensraums angetroffen werden.

## Lebensweise
Die Falter sind dämmerungs- und nachtaktiv und erscheinen an künstlichen Lichtquellen und sehr gerne an Ködern, wurden aber auch beim Blütenbesuch an Rainfarn (Tanacetum vulgare) beobachtet. Sie fliegen in einer Generation von Juni bis September. Die Raupen ernähren sich von verschiedenen Gräsern, beispielsweise von Wiesen-Schwingel (Festuca pratensis) sowie von Pfeifengras- (Molinia) und Süßgrasarten (Poaceae).  Sie überwintern am Boden und verpuppen sich tief in der Erde.

## Gefährdung
In Deutschland kommt die Gelbflügel-Raseneule in unterschiedlicher Häufigkeit vor und gilt als nicht gefährdet.

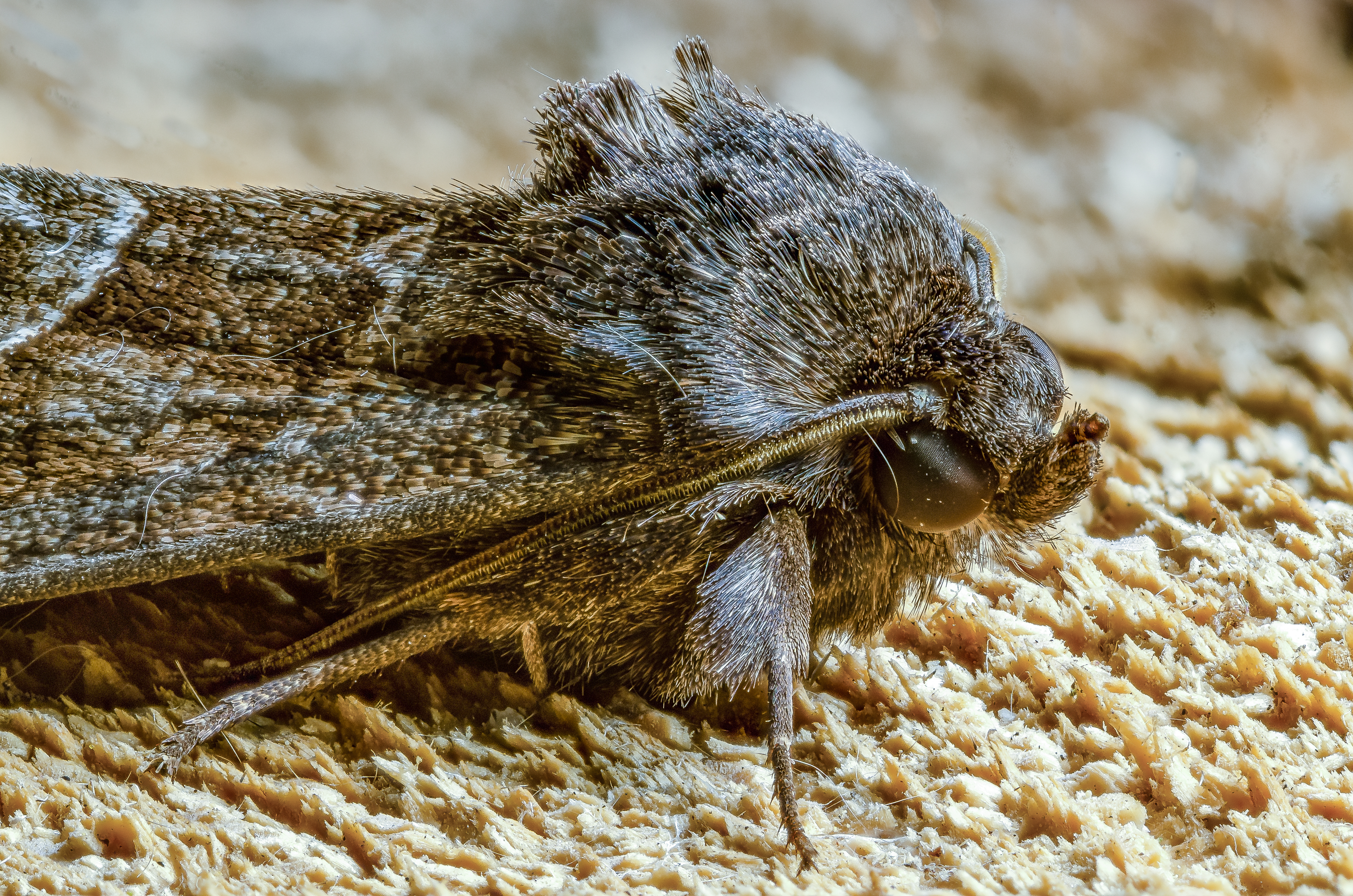
Detail des Vorderkörpers
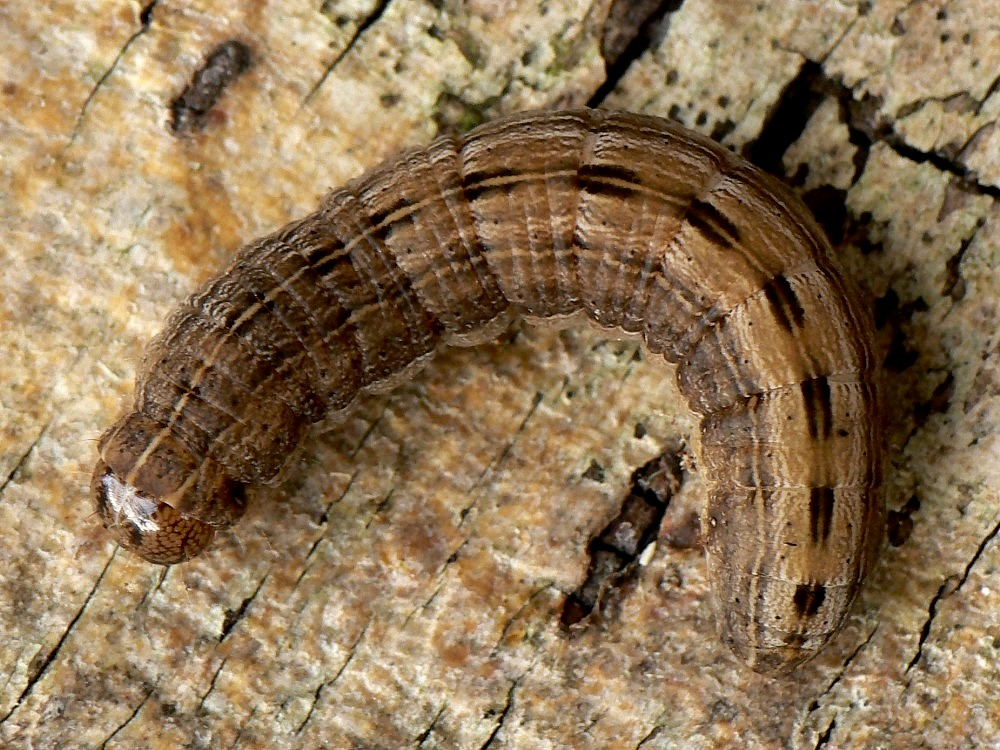
Raupe